# Les Machines de l'Île
Les Machines de l'Île är en anläggning i den franska staden Nantes grundad 2007. Attraktionen består av maskiner som byggts för att motsvara uppfinningarna i Jules Vernes böcker.